# كاراتاوناس
بلدية كاراتاوناس (بالإسبانية: Carataunas) هي بلدية تقع في مقاطعة غرناطة التابعة لمنطقة أندلوسيا جنوب إسبانيا.

## الديموغرافيا
بلغ عدد سكان بلدية كاراتاوناس 200 نسمة عام 2011 (وفقاً للمعهد الوطني الإسباني للإحصاء).
| 203 | 190 | 201 | 198 | 203 | 192 | 200 |